# Черноголовый настоящий бюльбюль
Черноголовый настоящий бюльбюль (лат. Brachypodius melanocephalos) — вид певчих воробьинообразных из семейства бюльбюлевых (Pycnonotidae). Ареал — Юго-Восточная Азия. Оперение — оливково-жёлтое на туловище и тёмно-синее — на голове. Существует также серая форма, у которой оливково-жёлтый цвет заменён серым. У подвида с Андаманских островов большая часть головы оливкового цвета, и он часто рассматривается как особый вид — андаманский бюльбюль (B. fuscoflavescens). Черноголовый бюльбюль схож с золотогрудым бюльбюлем, отличается голубым цветом глаз, широким жёлтым кончиком хвоста, и никогда не показывает хохолок (при этом некоторые подвиды золотогрудого бюльбюля тоже, по сути, не имеют хохолка, но они отличаются красным или жёлтым оперением горла).
Черноголовый бюльбюль обычно питается мелкими фруктами и ягодами, может есть и насекомых. Живёт небольшими группами по 6—8 особей.

## Классификация
Вид был описан Конрадом Якобом Темминком в 1882 году. Ранее был помещен в род Pycnonotus как Pycnonotus atriceps.

### Подвиды
По данным базы Международного союза орнитологов в составе вида Psilopogon haemacephalus выделяют 4 подвида:
- B. m. melanocephalos (Gmelin, JF, 1788). Северо-восток Индии и Бангладеш, Юго-Восточная Азия, запад Суматры и Палаван;
- B. m. hyperemnus (Oberholser, 1912). Запад и север Суматры;
- B. m. baweanus Finsch, 1901. Север и восток о. Ява;
- B. m. hodiernuss (Bangs & Peters, JL, 1927). Северо-восток Калимантана.